# Radelfingen
Radelfingen es una comuna suiza del cantón de Berna, situada en el distrito administrativo del Seeland. Limita al norte con las comunas de Bargen y Aarberg, al este con Seedorf y Wohlen bei Bern, al sur con Mühleberg, y al oeste con Golaten y Kallnach.
Hasta el 31 de diciembre de 2009 situada en el distrito de Aarberg.

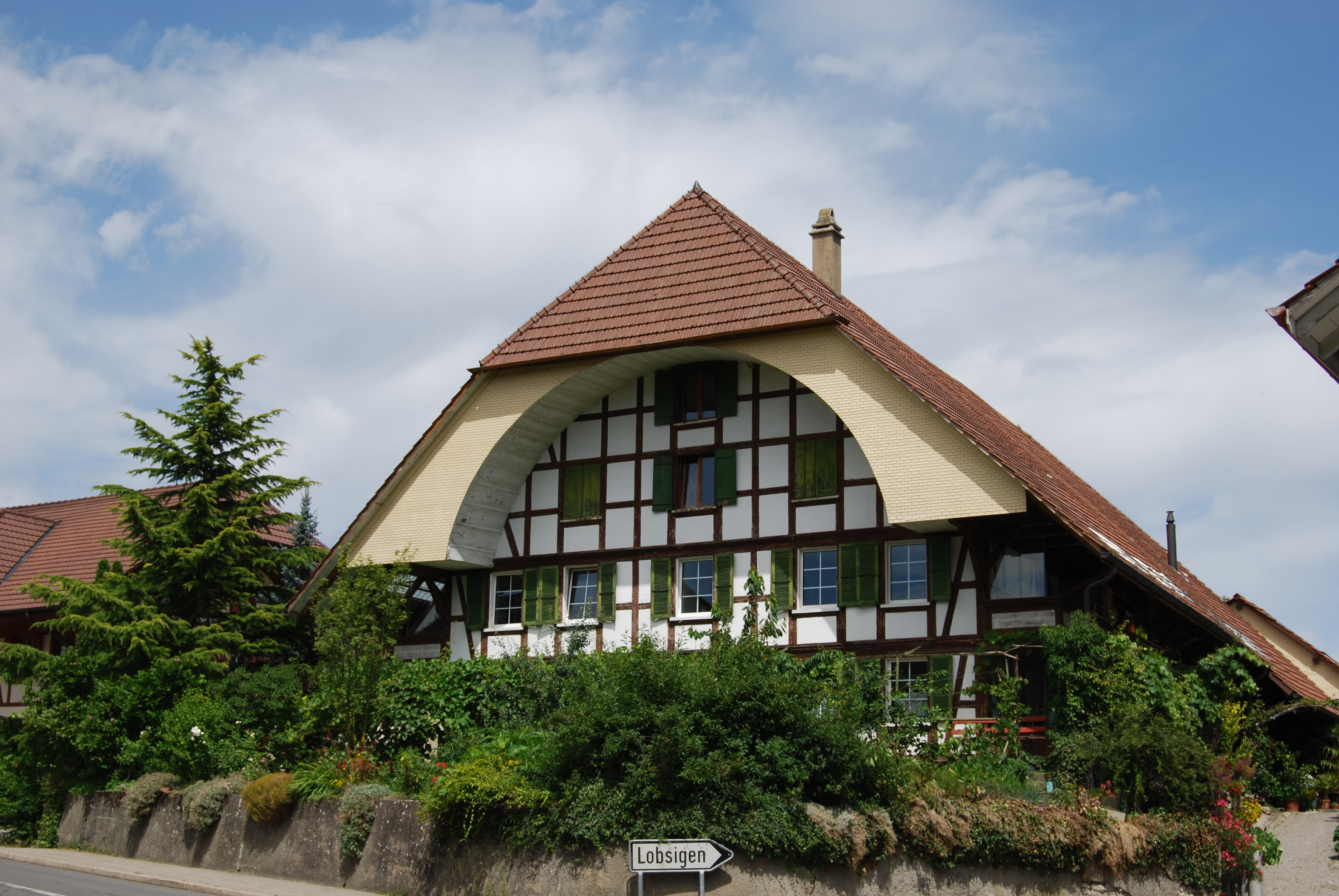
Casa típica en Radelfingen